# معهد كلاي للرياضيات
معهد كلاي للرياضيات Clay Mathematics Institute (CMI) هو مؤسسة غير ربحية في كامبريدج ماساتشوستس. يعمل المعهد على رفع مستوى المعرفة الرياضية. أسسه رجل الأعمال الأمريكي لندن كلاي، يعطي العديد من الجوائز والمنح لعلماء الرياضيات الواعدين. تأسس المعهد عام 1998 من قبل رجل الأعمال لاندون كلاي، الذي موله وعالم الرياضيات آرثر جاف من جامعة هارفارد الذي وضع سياسة المعهد وأفكاره. يقوم المعهد بمنح العديد من الجوائز وأهمها مسائل جوائز الألفية.